# 뵈프 부르기뇽
뵈프 부르기뇽(프랑스어: bœuf bourguignon)은 프랑스의 쇠고기 요리이다. 쇠고기를 포도주와 스튜해 만드는 부르고뉴 지역의 전통 음식이며, 프랑스의 국민 음식 가운데 하나로 여겨진다.

## 이름
프랑스어 "뵈프(bœuf)"는 "소, 쇠고기"를 뜻하며, "부르기뇽(bourguignon)"은 "부르고뉴의"라는 뜻이다.

## 만들기
보통 코코트(cocotte)라 불리는 무쇠 냄비에 조리한다. 목심, 척 등의 쇠고기 부위와 부르고뉴 적포도주로 만든 부르고뉴 소스가 주재료이다. 부재료로는 당근, 감자 등 뿌리채소와 양파, 마늘 등 향신채, 부케 가르니와 월계수 잎, 파슬리 등 허브, 밀가루, 기름(올리브유나 버터 등), 쇠고기나 송아지고기 육수 등이 사용된다. 양송이와 베이컨, 구슬양파 등도 흔히 쓰이며, 토마토 퓌레나 페이스트를 넣기도 한다.

## 같이 보기
- 도브
- 자우어브라텐
- 카르보나드
- 코코뱅